# Nyang Qu (vattendrag i Kina, lat 29,42, long 94,37)
Nyang Qu (kinesiska: Niyang Qu, 尼洋曲) är ett vattendrag i Kina. Det ligger i den autonoma regionen Tibet, i den sydvästra delen av landet, omkring 310 kilometer öster om regionhuvudstaden Lhasa.
Genomsnittlig årsnederbörd är 1 239 millimeter. Den regnigaste månaden är juni, med i genomsnitt 285 mm nederbörd, och den torraste är januari, med 3 mm nederbörd.